# ピーター・アッシャー
ピーター・アッシャーCBE（Peter Asher、1944年6月22日生）はイングランドのギタリスト、歌手、マネージャーおよびレコードプロデューサー。アッシャーはマネージャーおよびレコード・プロデューサーとして成功する前に、ポップ・ボーカルデュオ、ピーター・アンド・ゴードンのメンバーとして1960年代に成功を収めていた。2018年、アッシャーはチャド・アンド・ジェレミーのジェレミー・クライドと共に、ピーター・アンド・ジェレミーという新しいデュオとしてツアーを行い、それぞれのカタログからヒット曲を演奏した。2019年、アッシャーはビートルズについての個人的な回想を綴った The Beatles from A to Zed を刊行した。

## 生い立ち
アッシャーはセントラル・ミドルセックス病院でリチャードとマーガレット・アッシャー（旧姓エリオット）の間に生まれた。父親はセントラル・ミドルセックス病院で血液病および精神病のコンサルタントを務めるとともに、アナウンサーおよび特筆すべき医学的記事の著者でもあった。母親はギルドホール音楽演劇学校の教授だった。彼女の生徒の一人にはジョージ・マーティンがいた。アッシャーは放送女優兼学校調査官のクレア・アッシャーとジェーン・アッシャーの兄である。
8歳の時にアッシャーは子役としての活動を始め、映画The Planter's Wife や、舞台劇の『素晴らしき哉人生』に出演した。10歳で『素晴らしき哉人生』の1953年版映画で中心的な子役を務め、セシル・パーカーやドナルド・ウォルフィットと言ったスターと共演した。1955年にロジャー・マクドゥーガルの戯曲を基にした映画Escapade の中で、一番下の弟のジョニーを演じた。この映画にはジョン・ミルズおよびアラステア・シムが出演した。アッシャーはITVのドラマ『ロビン・フッドの冒険』にも出演した。
1956年、アッシャーはボリス・カーロフ主演のテレビシリーズColonel March of Scotland Yard （スコットランドヤードのマーチ大佐）の短編映画The Talking Head に12歳で出演した。

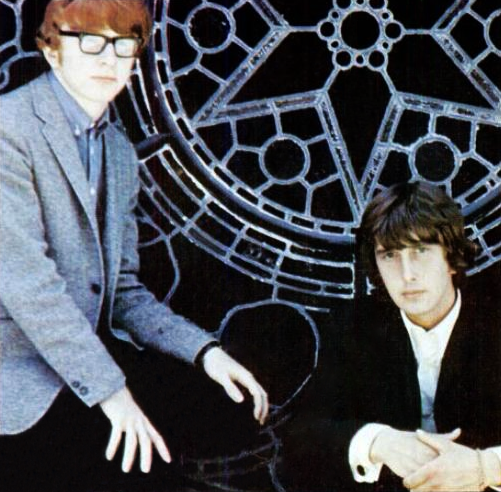
1966年、ゴードン・ウォラー（右）と一緒のアッシャー（左）

ウェストミンスター・スクールの通学生として通ううちに生徒仲間のゴードン・ウォラー（1945年生、2009年没）と出会い、二人はカフェでデュオとして演奏し、歌うようになった。1962年、二人は正式にピーター・アンド・ゴードンとして活動を開始した。彼らの最初の（そして最大の）ヒットは1964年のレノン＝マッカートニーの曲「愛なき世界」だった。アッシャーの妹のジェーンは1960年代中ごろにポール・マッカートニーの恋人だった。このつながりを通して、アッシャーとウォラーは未録音のレノン＝マッカートニーの楽曲を手に入れた。
アッシャーはその後にキングス・カレッジ・ロンドンで哲学を学んだ 。
1965年、アッシャーは歌手のマリアンヌ・フェイスフルがジョン・ダンバーとケンブリッジで結婚する際に介添人を務めた。
ピーター・アンド・ゴードン解散後の1968年、アッシャーはビートルズのアップル・レコードのA&Rの職につき、まだ無名だったジェームス・テイラーと契約して、このシンガー・ソングライターのデビュー・ソロアルバムのプロデュースを引き受けた。アルバムは成功しなかったが、アッシャーはテイラーがとてつもないポテンシャルを秘めていることを見抜き、アップルを辞職してアメリカに渡り、テイラーのマネージャーとして働き始めた。アッシャーはイギリスでのみシングルとしてリリースされたポール・ジョーンズ (シンガー)によるビージーズの「そして太陽は輝く」のカバーをプロデュースした。アッシャーはまた、1970年から1985年にかけて『スウィート・ベイビー・ジェームス』、『マッド・スライド・スリム』、『JT』および『フラッグ』といったいくつものテイラーのレコーディングをプロデュースした。

## 1970年代とその後
1970年代の初め、アッシャーは子会社のクリーン・レコードを通してアトランティック・レコードでレコーディングした、マイケル・フォンディラーとトム・スノウをフィーチャーしたカントリー・ロック・バンドのCounryのマネージメントも行っていた。その頃、アッシャーはジェームス・テイラーの妹のケイト・テイラーのマネージャーも務めていたが、ケイトが音楽業界から離れる決意をしたときに、ケイトからリンダ・ロンシュタットのマネージャーになることを勧められた。アッシャーはジェームス・テイラーの『スウィート・ベイビー・ジェームス』、『JT』および『フラッグ』や、リンダ・ロンシュタットの『悪いあなた』、『夢はひとつだけ』、『ミス・アメリカ』、『ホワッツ・ニュー』、『カンシオーネス・デ・ミ・パードレ』および『クライ・ライク・ア・レインストーム』といった連綿と続くマルチ・プラチナ・アルバムをプロデュースして大成功を収めた。
ウェスト・ハリウッドのロキシー・シアターは元々のパートナーのデヴィッド・ゲフィン、エリオット・ロバーツ、ピーター・アッシャーとともにエルマー・ヴァレンタインとルー・アドラーによって1973年9月23日にオープンした。
アッシャーは1970年代に著名なウェストコースト・ロックのサウンドを形作る役を果たし、ロンシュタット、J.D.サウザー、アンドリュー・ゴールド、およびボニー・レイットのレコードをプロデュースした。
1976年、アッシャーとウォラーは毎年恒例のニューヨークでの「ビートルズ・ファンのための祭典」に出演するために再結成し、ほかに数日演奏を行った。
1980年代、アッシャーはシェールからen:10,000 Maniacsまでの幅広いアーティストのヒットアルバムを手掛けた。
1995年2月、アッシャーはソニー・ミュージックエンタテインメント（米国法人）の上級副社長に指名された。2002年初頭、アッシャーはソニーを去り、サンクチュアリー・アーティスト・マネージメントの共同社長としてフルタイムのアーティストのキャリアマネージメントに復帰した。2005年1月には社長に指名され、2006年9月に辞職するまでその職に留まった。2007年にディクシー・チックスのマネージャーで友人のサイモン・レンショーが設立したストラテジック・アーティスト・マネージメントに合流した。ストラテジックはエンターテイメント業界で支配的な勢力に成長し、今では音楽だけではなく、さままな分野のアーティストのマネージメントを行っており、アッシャーのクライアントの一人にはパメラ・アンダーソンも含まれている。アッシャーはまた、2007年に録音されたキャロル・キングおよびテイラーのオリジナルバンドとのアルバム『トルバドール・ユニオン』のプロデューサーとしてジェームス・テイラーと再会した。
2005年から2006年にかけて、ピーター・アンド・ゴードンが不定期のコンサートのために再結成された。しかしながら、ウォラーが2009年に他界し、その死亡記事ではタイムズ紙は「ウォラーは少しオタクっぽいアッシャーよりもハンサムだと思われていた」と述べた。
アッシャーは俳優のマイク・マイヤーズが『オースティン・パワーズ』のキャラクターをアッシャーの外見に倣ってパターン化したとの発言で言及されていたが、『オースティン・パワーズ』で共演したエリザベス・ハーレイは、モデルになったのはアナウンサーのサイモン・ディーだったと主張している。
2011年、アッシャーはコンピレーション・アルバム『リッスン・トゥ・ミー:バディ・ホリー』のエグゼクティブ・プロデューサーを務めるとともに、音楽監修、プロデューサー、そしてPBSの運営資金募金特別番組 Buddy Holly: Listen to Me; The Ultimate Buddy Party の共同司会も担当した。PBSの募金特別番組として2011年12月と2012年の5月と6月に放送されたバディ・ホリーのトリビュート・コンサートでは観客の前で演奏し、それが撮影された。特別番組はテレビ番組、セグメント、プロモーション・ピースのカテゴリーで最高の2012年のシルバー・テリー賞を受賞した。
アッシャーは2015年の新年叙勲式でイギリスの音楽産業への貢献で大英帝国勲章（CBE）を受勲した。
2017年5月、アッシャーは新設されたシリウスXMラジオの "From Me To You" というビートルズについての毎週の1時間番組でデビューした。
また、2017年のレイバー・デイの週末にシリウスXMラジオで放送され、その後も頻繁に再放送されるビートルズ・チャンネルのトップ100ビートルズ・カウントダウン "All Together Now" を解説付きでアナウンスした。
2016年以降、ピーター・アッシャーはアルバート・リーとのデュオの一方として、エドモントン・フォーク・ミュージック・フェスティバルなどのショーで、二人のキャリアからの曲を披露している。現在はカリフォルニア州ベニスに在住している。
2018年、アッシャーはチャド・アンド・ジェレミーで有名なジェレミー・クライドとともに演奏活動を行っている。

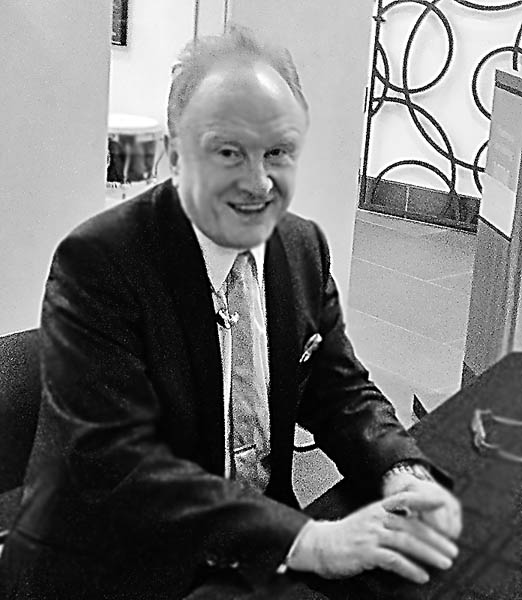
2012年10月6日、フェニックスにて

## 私生活
アッシャーは歌手でミリーとして知られる "My Boy Lollipop" を歌ったミリー・スモールと短い期間恋愛関係にあった。
二度結婚しており、最初の妻はベッツィ・ドスターだった。1983年、ウェンディ・ワースと二度目の結婚をした。彼らの娘のヴィクトリア・アッシャーは1984年に生まれた。彼女はアメリのシンセポップ/ポップ・パンク・バンド、コブラ・スターシップのキータリストである。

## 受賞と認証

### グラミー賞
- 1977年 – 年間製作者賞（クラシック以外）(en)（『夢はひとつだけ』、『JT』）
- 1989年 – 年間製作者賞（クラシック以外）（『クライ・ライク・ア・レインストーム』）
- 2002年 – 最優秀スポークン・コメディ・アルバム賞(en)（Live 2002 ロビン・ウィリアムズ）

### CBE
- 2015年 - 大英帝国勲章3位受勲

## ディスコグラフィー

### 演奏者として
特記あるものを除きピーター・アンド・ゴードンとしてリリース
| 年   | アルバム                                             |
| ---- | ---------------------------------------------------- |
| 1964 | In Touch With...                                     |
| 1964 | Peter and Gordon                                     |
| 1964 | World Without Love                                   |
| 1965 | Hurtin' 'n' Lovin'                                   |
| 1965 | I Don't Want to See You Again                        |
| 1965 | I Go To Pieces                                       |
| 1965 | True Love Ways                                       |
| 1966 | Best of Peter and Gordon                             |
| 1966 | Peter and Gordon Sing and Play the Hits of Nashville |
| 1966 | Somewhere                                            |
| 1966 | Woman                                                |
| 1967 | In London for Tea                                    |
| 1967 | Knight in Rusty Armour                               |
| 1967 | Lady Godiva                                          |
| 1967 | Hot Cold and Custard                                 |
| 1972 | Gordon （ゴードン・ウォラーのソロアルバム）          |
| 1983 | Best of Peter and Gordon                             |
| 1983 | Hits of Peter and Gordon                             |
| 1991 | Best of Peter and Gordon                             |
| 2001 | Ultimate Peter and Gordon                            |
| 2003 | Definitive Collection: Knights in Rusty Armour       |

### プロデューサーとして
| 年   | アルバム                                                                 | アーティスト                                                         |
| ---- | ------------------------------------------------------------------------ | -------------------------------------------------------------------- |
| 1968 | 『ジェームス・テイラー』                                                 | ジェームス・テイラー                                                 |
| 1969 | Barbara Keith                                                            | バーバラ・キース                                                     |
| 1970 | Jo Mama                                                                  | ジョー・ママ                                                         |
| 1970 | 『スウィート・ベイビー・ジェームス』                                     | ジェームス・テイラー                                                 |
| 1971 | 『マッド・スライド・スリム』                                             | ジェームス・テイラー                                                 |
| 1971 | 『シスター・ケイト』                                                     | ケイト・テイラー                                                     |
| 1971 | Tony Joe White                                                           | トニー・ジョー・ホワイト                                             |
| 1971 | Bad Girl Songs                                                           | トニー・コジネク                                                     |
| 1972 | 『ワン・マン・ドッグ』                                                   | ジェームス・テイラー                                                 |
| 1973 | 『ドント・クライ・ナウ』                                                 | リンダ・ロンシュタット                                               |
| 1974 | 『悪いあなた』                                                           | リンダ・ロンシュタット                                               |
| 1975 | 『哀しみのプリズナー』                                                   | リンダ・ロンシュタット                                               |
| 1975 | Black Rose                                                               | J.D.サウザー                                                         |
| 1976 | 『風にさらわれた恋』                                                     | リンダ・ロンシュタット                                               |
| 1976 | Love Songs                                                               | デイヴィッド・サンボーン                                             |
| 1976 | What's Wrong with This Picture?』                                        | アンドリュー・ゴールド                                               |
| 1977 | 『JT』                                                                   | ジェームス・テイラー                                                 |
| 1977 | 『夢はひとつだけ                                                         | リンダ・ロンシュタット                                               |
| 1978 | 『ミス・アメリカ』                                                       | リンダ・ロンシュタット                                               |
| 1979 | 『フラッグ』                                                             | ジェームス・テイラー                                                 |
| 1979 | 『愛に生きる』                                                           | ボニー・レイット                                                     |
| 1980 | 『激愛』                                                                 | リンダ・ロンシュタット                                               |
| 1981 | 『ダディーズ・スマイル』                                                 | ジェームス・テイラー                                                 |
| 1982 | 『ゲット・クローサー』                                                   | リンダ・ロンシュタット                                               |
| 1983 | Reelin' in the Years, Vol. 1                                             | various artists                                                      |
| 1983 | 『ホワッツ・ニュー』                                                     | リンダ・ロンシュタット                                               |
| 1984 | 『ラッシュ・ライフ』                                                     | リンダ・ロンシュタット                                               |
| 1984 | Moonlighting                                                             | （オリジナルTVサウンドトラック）                                     |
| 1985 | 『ザッツ・ホワイ・アイム・ヒア -変わりゆく人々へ-』                      | ジェームス・テイラー                                                 |
| 1986 | 『アメリカ物語』                                                         | （オリジナル・サウンドトラック）                                     |
| 1986 | 『フォー・センチメンタル・リーズンズ』                                   |                                                                      |
| 1987 | 『カンシオーネス・デ・ミ・パードレ』                                     | リンダ・ロンシュタット                                               |
| 1987 | 『シェール』                                                             | シェール                                                             |
| 1987 | In My Tribe                                                              | 10,000 Maniacs                                                       |
| 1987 | Storytellers: Singers and Songwriters                                    | various artists                                                      |
| 1988 | 『リトルフット』                                                         | （オリジナル・サウンドトラック）                                     |
| 1989 | Blind Man's Zoo                                                          | 10,000 Maniacs                                                       |
| 1989 | 『クライ・ライク・ア・レインストーム』                                   | リンダ・ロンシュタット                                               |
| 1989 | Heart of Stone                                                           | シェール                                                             |
| 1989 | You Happy Puppet                                                         | 10,000 Maniacs                                                       |
| 1990 | 『恋する人魚たち』                                                       | （オリジナル・サウンドトラック）                                     |
| 1991 | Force Behind the Power                                                   | ダイアナ・ロス                                                       |
| 1991 | Live in Rio                                                              | ジェームス・テイラー                                                 |
| 1991 | Love Hurts                                                               | シェール                                                             |
| 1991 | Lovescape                                                                | ニール・ダイアモンド                                                 |
| 1991 | 『マンボ・キングス/わが心のマリア』                                      | （オリジナル・サウンドトラック）                                     |
| 1991 | Swept                                                                    | ジュリア・フォーダム                                                 |
| 1991 | Williams Brothers                                                        | The Williams Brothers                                                |
| 1992 | American Standard                                                        | メアリーズ・デニッシュ                                               |
| 1992 | 『オリビア・ニュートン・ジョン・スーパー・ベスト 1971-1992』             | オリビア・ニュートン＝ジョン                                         |
| 1992 | Christmas Album                                                          | ニール・ダイアモンド                                                 |
| 1992 | Olivia                                                                   | オリビア・ニュートン＝ジョン                                         |
| 1992 | 『タイム・テイクス・タイム』                                             | リンゴ・スター                                                       |
| 1993 | 『メイド・イン・アメリカ』                                               | （オリジナル・サウンドトラック）                                     |
| 1993 | Robin Zander                                                             | ロビン・ザンダー                                                     |
| 1993 | Up on the Roof: Songs from the Brill Building                            | ニール・ダイアモンド                                                 |
| 1994 | Christmas Album, Vol. 2                                                  | ニール・ダイアモンド                                                 |
| 1994 | Randy Newman's Faust: Words and Music                                    | various artists                                                      |
| 1995 | 『ドント・アスク』                                                       | ティナ・アリーナ                                                     |
| 1995 | EP Collection                                                            | ピーター・アンド・ゴードン                                           |
| 1995 | 『ファウスト』                                                           | ランディ・ニューマン                                                 |
| 1996 | It Takes Two                                                             | various artists                                                      |
| 1996 | 『素晴らしき日々』                                                       | （オリジナル・サウンドトラック）                                     |
| 1996 | 「ショウ・ミー・ヘヴン」                                                 | ティナ・アリーナ                                                     |
| 1997 | Most Beautiful Soul Album on Earth                                       | various artists                                                      |
| 1997 | Superstar Christmas                                                      | various artists                                                      |
| 1997 | 『シャンタール』                                                         | シャンタール・クレヴィアジック                                       |
| 1998 | 『アルマゲドン』                                                         | （オリジナル・サウンドトラック）                                     |
| 1998 | As I Came of Age                                                         | サラ・ブライトマン                                                   |
| 1998 | 『ディセンバー』                                                         | ケニー・ロギンス                                                     |
| 1998 | Motown 40 Forever                                                        | various artists                                                      |
| 1999 | All Time Greatest Movie Songs                                            | various artists                                                      |
| 1999 | Best Party Megamix in the World Ever                                     | various artists                                                      |
| 1999 | Collection                                                               | ジュリア・フォーダム                                                 |
| 1999 | 『プリティ・ブライド』                                                   | （オリジナル・サウンドトラック）                                     |
| 1999 | "When the Going Gets Tough"                                              | ボーイゾーン                                                         |
| 2000 | Gift of Love                                                             | ダイアナ・ロス                                                       |
| 2000 | More Songs from Pooh Corner                                              | ケニー・ロギンス                                                     |
| 2000 | Tigger Movie: Songs and Story                                            | various artists                                                      |
| 2001 | Everything I Am                                                          | アンナ・ヴィッシ                                                     |
| 2001 | Motown Anthology                                                         | ダイアナ・ロス                                                       |
| 2001 | Three Chord Opera                                                        | ニール・ダイアモンド                                                 |
| 2001 | Ultimate Peter and Gordon                                                | ピーター・アンド・ゴードン                                           |
| 2002 | Capitol Records 1942–2002                                                | various artists                                                      |
| 2002 | Everybody's Got a Story                                                  | アマンダ・マーシャル                                                 |
| 2002 | Freedom: A History of Us                                                 | （オリジナル・サウンドトラック）                                     |
| 2002 | Live 2002                                                                | ロビン・ウィリアムズ                                                 |
| 2002 | 『プロビデンス』                                                         | （オリジナルTVサウンドトラック）                                     |
| 2002 | Sweet Is the Melody                                                      | アゼリン・デビソン                                                   |
| 2003 | Best of the Definitive American Songbook, Vol. 2: I-Z                    | various artists                                                      |
| 2003 | Cafeteria: Hear                                                          | various artists                                                      |
| 2003 | Earth Rider – The Essential John Stewart 1964–1979                       | ジョン・スチュアート                                                 |
| 2003 | Singers and Songwriters Christmas Songs                                  | various artists                                                      |
| 2004 | California                                                               | ウィルソン・フィリップス                                             |
| 2004 | Campfire Songs: The Popular, Obscure and Unknown Recordings              | 10,000 Maniacs                                                       |
| 2004 | 『五線譜のラブレター』                                                   | （オリジナル・サウンドトラック）                                     |
| 2004 | Intermission                                                             | アマンダ・マーシャル                                                 |
| 2004 | 『スカイキャプテン ワールド・オブ・トゥモロー』                          | （オリジナル・サウンドトラック）                                     |
| 2004 | 『テイキング・ア・チャンス・オブ・ラヴ』                                 | ジェーン・モンハイト                                                 |
| 2005 | 『ライヴ・アット・アールズ・コート』                                     | モリッシー                                                           |
| 2005 | Goodies, Vol. 1                                                          | various artists                                                      |
| 2005 | Souvenirs                                                                | ティナ・アリーナ                                                     |
| 2006 | You're Only Lonely                                                       | ラウル・マロ                                                         |
| 2007 | Siren                                                                    | サーシャ＆ショウナ                                                   |
| 2006 | 『I Love You』                                                           | ダイアナ・ロス                                                       |
| 2010 | 『トルバドール・リユニオン』                                             | キャロル・キングとジェームス・テイラー                               |
| 2011 | 『バディ・ホリー：リスン・トゥ・ミー；アルティメイト・バディ・パーティ』 | Various Artists – プロデューサーおよびホスト                         |
| 2013 | Love Has Come for You                                                    | スティーヴ・マーティンとエディ・ブリケル                             |
| 2013 | When Will You Come Home (EP)                                             | ウェッブ・シスターズ                                                 |
| 2017 | The Long Awaited Album                                                   | スティーヴ・マーティン・アンド・スティープ・キャニオン・レンジャーズ |

### エグゼクティヴ・プロデューサーとして
| 年   | アルバム                                | アーティスト            |
| ---- | --------------------------------------- | ----------------------- |
| 1989 | Harry's Cafe De Wheels                  | ピーター・ブレイクリー  |
| 1999 | Timbre                                  | ソフィー・B・ホーキンス |
| 2011 | 『リッスン・トゥ・ミー:バディ・ホリー』 | Various Artists         |